# Veddel
Die Elbinsel Veddel gehört seit 1768 durch den Gottorper Vertrag zu Hamburg. Am 22. Juni 1894 wurde die Ortschaft Veddel in die Stadt Hamburg eingemeindet. Heute bilden der früher Kleine Veddel genannte, bewohnte Ostteil der Insel, die Peute sowie ein Teil der Insel Wilhelmsburg den Stadtteil Hamburg-Veddel, während der Westteil, die ehemalige Große Veddel, zum ehemaligen Hamburger Freihafen und zum Stadtteil Hamburg-Kleiner Grasbrook gehört. Die Inseln Große Veddel und Kleiner Grasbrook sind in den Hafenanlagen aufgegangen.

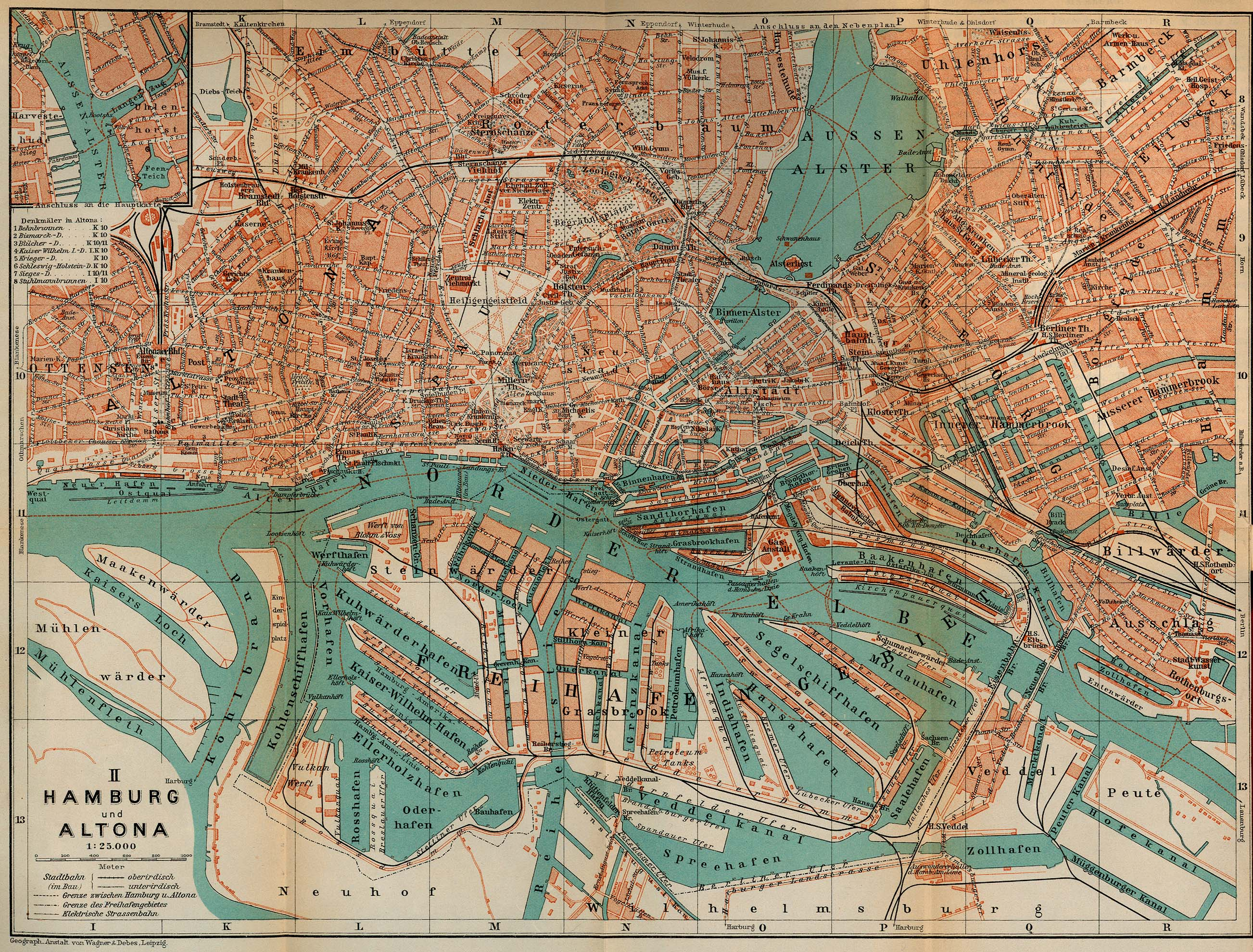
Unten rechts auf der Karte liegt Veddel